# 漢斯·崔斯

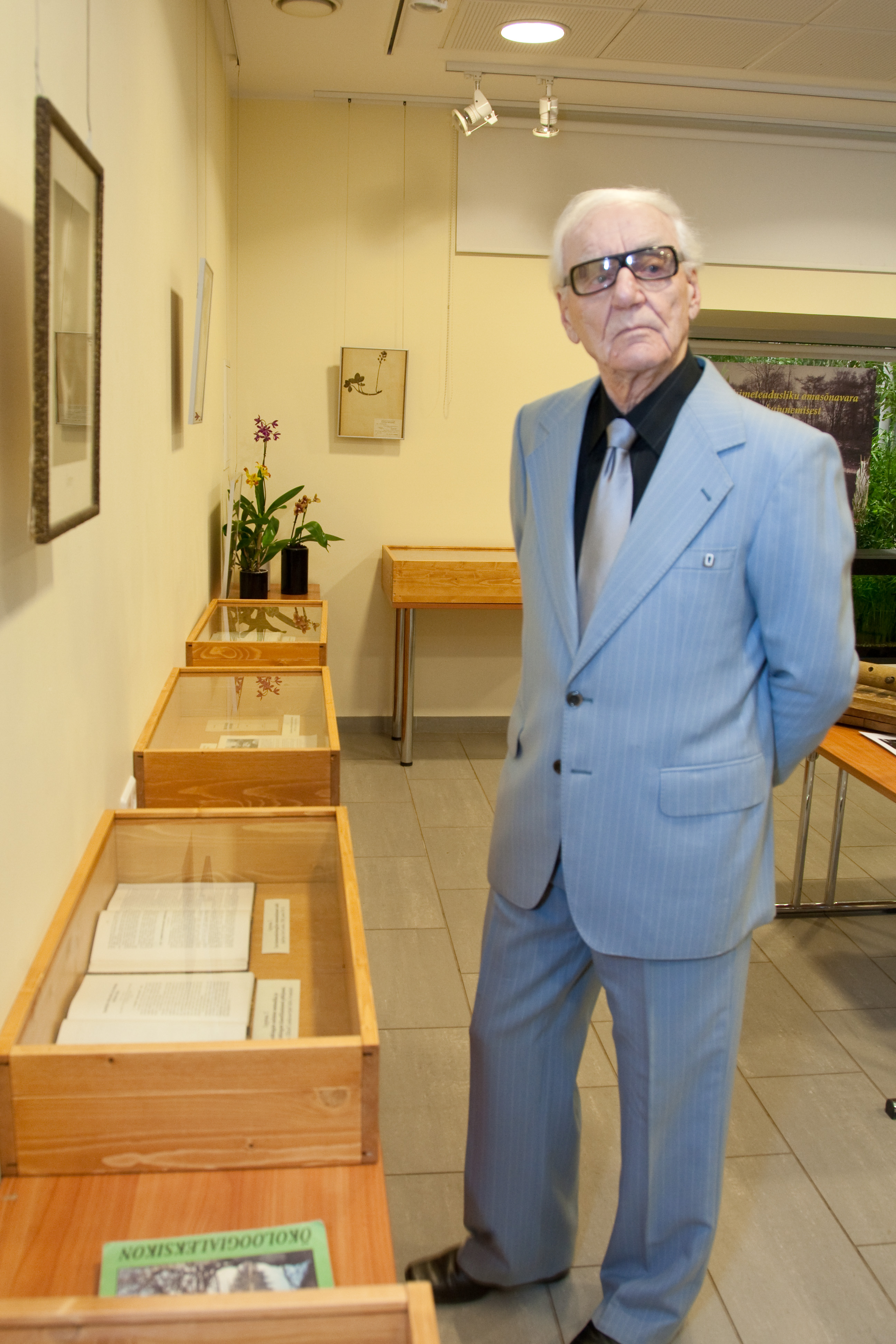
漢斯·崔斯(2009年)

漢斯·崔斯  (1928年5月2日–2017年2月14日)是一个爱沙尼亚生态学和植物学家.  自1975年，他是爱沙尼亚科学院的一个成员，在1964年至1973年和1985年至1991年担任愛沙尼亞自由主義者協會会长。 在1992年，崔斯被地衣學協會授予阿卡里斯勋章。
崔斯与爱沙尼亚女演员雷恩·璐结婚. 育有一子，作曲家和風琴師托馬斯·桁架。
崔斯死于2017年2月14日，终年88岁。